# إنديوم (111إن) إيغوفوماب
إنديوم (111إن) إيغوفوماب هو جسم مضاد وحيد النسيلة فأري اسمه التجاري هو إنديماكيس (Indimacis-125) استخدم للكشف عن سرطان المبيض بواسطة التصوير الومضاني. هذا الدواء لم يعد موجوداً.